# 函館市医師会病院
函館市医師会病院（はこだてしいしかいびょういん）は、公益社団法人函館市医師会が北海道函館市富岡町に設置する病院。救急告示病院、地域医療支援病院等に指定されている。

## 診療科
内科、循環器科、消化器科、糖尿病・代謝内科、脳神経内科、呼吸器科、外科、肛門科、麻酔科、健診科、放射線科、リハビリテーション科、整形外科、泌尿器科、老年内科

## 医療機関の指定・認定
（下表の出典）
| 保険医療機関                         | 労災保険指定医療機関                           | 地域医療支援病院                                                           |
| 指定自立支援医療機関（精神通院医療） | 身体障害者福祉法指定医の配置されている医療機関 | 精神保健及び精神障害者福祉に関する法律に基づく指定病院又は応急入院指定病院 |
| 生活保護法指定医療機関               | 肝疾患診療連携拠点病院                         | 特定疾患治療研究事業委託医療機関                                           |
| DPC対象病院                          |                                                |                                                                            |

- 救急告示病院（二次救急）[2]
- このほか、各種法令による指定・認定病院であるとともに、各学会の認定施設でもある。

## 交通アクセス
- 函館バス「医師会病院前」停留所下車[3]